# 多瓦縣
13°35′S 34°00′E / 13.583°S 34.000°E
多瓦縣（Dowa District）是馬拉維中部的一個縣，屬於中央區的一部分，該縣北臨恩奇西县，東鄰薩利馬縣，南毗利隆圭縣，西北面是卡松古縣，面積3,041平方公里，人口411,387。